# Collegio Artigianelli
Il Collegio Artigianelli è un'istituzione a favore dei ragazzi e dei giovani presente a Torino ormai da più di 150 anni. Qui san Leonardo Murialdo fondò la Congregazione di San Giuseppe.

## Gli inizi
Il Collegio Artigianelli fu fondato in Torino nel 1849 da don Giovanni Cocchi, un sacerdote dedito all'apostolato tra i giovani poveri. Per quasi 14 anni il collegio non ebbe una sede propria e stabile, finché nel marzo del 1863 ci fu il trasferimento nella nuova e definitiva sede di Corso Palestro 14, costruita per avere locali più ampi e soprattutto laboratori attrezzati per esercitare i ragazzi nel mestiere di fabbro, falegname, tipografo, legatore ecc.

## La permanenza del Murialdo
Nel 1866 San Leonardo Murialdo fu pregato di accettare l'incarico di Rettore del Collegio: il Berizzi infatti che ne era il rettore precedente era stato nominato Canonico Parroco della Cattedrale di Biella. Il Murialdo acconsentì e da quel momento i giovani Artigianelli, in buona parte orfani o con gravi problemi familiari alle spalle, ebbero un padre. Il Collegio degli Artigianelli si proponeva di accogliere, assistere, educare cristianamente e formare al lavoro i ragazzi poveri ed abbandonati. All'entrata del Murialdo esso ospitava 152 ragazzi. Il loro numero salì negli anni seguenti, fino a superare i 200. I ragazzi frequentavano quattro classi elementari (salite a cinque nel 1890) e un corso complementare. Verso i 12 anni potevano accedere ai laboratori: il tirocinio durava fino ai 19 anni. Il Murialdo cercò di perfezionare la formazione intellettuale e tecnica impartita nelle scuole e nei laboratori.
Al Collegio Artigianelli nel 1873 San Leonardo Murialdo fondò la Congregazione di San Giuseppe per dare continuità alla sua opera educativa. I suoi primi collaboratori furono don Eugenio Reffo e don Giulio Costantino.
Il Murialdo restò al Collegio Artigianelli fino alla sua morte avvenuta nel 1900.

## Le scuole artigianali
All'interno del Collegio Artigianelli si svilupparono nel tempo varie scuole artigianali volte ad insegnare ai ragazzi ospitati un mestiere: fabbro, falegname, tipografo, legatore, ecc.
In particolare ha avuto una risonanza particolare la scuola di pittura, fondata e diretta per lunghi anni da Enrico Reffo. Alla sua scuola si sono formati vari pittori di rilievo, tra i quali: Luigi Guglielmino, Michele Baretta e Pietro Favaro.

## Il bombardamento e il dopoguerra
Il collegio continuò per lunghi anni la sua opera di formazione umana, cristiana e professionale per molti giovani. I laboratori, ampliati e migliorati, furono sempre più in grado di fornire una seria preparazione professionale. Arrivò però la seconda guerra mondiale e con essa lutti e distruzioni. Il 2 novembre 1942 un violentissimo bombardamento scoperchiò metà del tetto dell'ala di via Juvarra e distrusse i laboratori. Non ci furono vittime, ma i ragazzi dovettero essere mandati a casa e i confratelli si trasferirono a Bruere e Rivoli.  Con la fine della guerra ci si avviò faticosamente verso la ripresa delle normali attività scolastiche. Nel 1945-46 ricominciarono l'avviamento e la scuola tecnica. I laboratori intanto vennero rimessi in piedi nei vecchi locali del collegio.

## Gli anni sessanta e settanta
Gli anni '60 furono caratterizzati dall'introduzione della scuola media, al posto dell'avviamento, e della scuola professionale per congegnatori meccanici ed elettricisti installatori, al posto della scuola tecnica. Fu anche eretto (1967-69) un nuovo fabbricato in via Juvarra, sul luogo dei laboratori distrutti dal bombardamento. 
Nel 1973, in occasione del centenario della fondazione della Congregazione di San Giuseppe viene restaurata e completata la cappella di S. Giuseppe, nella quale vennero collocate nuove vetrate. Nel 1976, invece, prende il via l'Istituto Tecnico Industriale con specializzazione in elettrotecnica, a cui nel 1986 si aggiunge l'elettronica. 
Un altro settore di impegno è quello dei giovani convittori: una cinquantina di ragazzi, studenti delle scuole superiori, che vengono ospitati in collegio durante la settimana, per rientrare in famiglia il sabato e la domenica. Una parte della struttura funziona poi come convitto universitario e ospita una ventina di studenti, iscritti per lo più a facoltà scientifiche dell'Università o del Politecnico.

## Gli Artigianelli oggi
Il 1996, dopo la progressiva chiusura delle attività dell'Istituto Tecnico industriale, vede la nascita del centro di formazione professionale, oggi divenuto centro servizi formativi Artigianelli e diretto dall'Engim. Sempre nel 1996 prendono progressivamente forma anche tutte le attività di accoglienza rivolte a minori, giovani e famiglie di Torino e cintura. All'interno del collegio si ampia anche via via un convitto universitario che accoglie i giovani frequentanti il Politecnico ed altre facoltà universitarie della città. Dal 2024 il convitto universitario viene gestito dalla European Research Institute
Il collegio Artigianelli rappresenta oggi una risorsa educativa di sostegno a varie situazioni di difficoltà sociale e familiare nonché un punto di riferimento per la formazione professionale e l'inserimento nel mondo del lavoro.